# Canó Antiaeri Tipus 11 de 75 mm
El Canó Antiaeri Tipus 11 de 75 mm (del japonès: 十一年式七糎半野戦高射砲, Jyūichinen-shiki nana-senti-han Yasen Koshahō) era un canó antiaeri utilitzat per l'Exèrcit Imperial Japonès després de la Segona Guerra Mundial. El nom del Tipus 11 va ser anomenat per l'any en el qual va ser acceptat per al servei, l'any 11 del regnat de l'Emperador Taishō, l'any 1922 del calendari gregorià. Va ser la primera arma antiaèria posada en servei per l'Exèrcit Japonès, però només es va produir en petits números, i va ser substituïda pel canó antiaeri Tipus 14 de 10 cm i el canó antiaeri Tipus 88 de 75 mm en el servei actiu abans de la Segona Guerra Mundial.

## Història i desenvolupament
Gràcies a l'experiència obtinguda en la batalla de Tsingato contra les forces aèries de l'Imperi Alemany (la Luftstreitkräfte), els comandants en cap de l'Exèrcit Imperial Japonès es van adonar que aquesta nova tecnologia seria una amenaça en un futur pròxim i requerien de contramesures per a poder-se defensar d'aquesta tecnologia. Aquesta avaluació va ser encara més reforçada per observadors en el front Europeu de la Primera Guerra Mundial.
El Tipus 11 va començar a produir-se a l'any 1922, amb característiques similars a altres canons marítims antiaeris similars, com per exemple el canó antiaeri QF 3-inch 20 cwt. Encara que a aquest canó era molt car i li faltaven tant distància operativa i precisió, només es van produir 44 unitats abans que la emissió s'hagués finalitzat.

## Disseny
El Canó Antiaeri Tipus 11 de 75 mm només disposava d'un únic canó fet només d'una peça amb una retrocàrrega que lliscava, i estava muntat sobre un pedestal central. La plataforma de tir estava suportada per 5 potes, cadascuna (amb un pedestal central) disposava d'un sistema ajustable. Disparava un projectil de 6,5 kg a una altitud efectiva de 6.650 metres.

## Historial de combat
El Canó Antiaèri Tipus 11 de 75 mm va veure un ús limitat. The Type 11 75 mm AA gun saw limited service with Japanese combat forces during the invasion of Manchuria, Soviet-Japanese Border Wars and the Second Sino-Japanese War. It was withdrawn from active service prior to the start of the Pacific War.